# Anctoville
Anctoville település Franciaországban, Calvados megyében. Lakosainak száma 1083 fő (2018. január 1.). Anctoville Amayé-sur-Seulles, Hottot-les-Bagues, Livry, Saint-Germain-d’Ectot, Saint-Louet-sur-Seulles, Saint-Vaast-sur-Seulles, Torteval-Quesnay és Villy-Bocage községekkel határos.

## Népesség
A település népességének változása:
| Lakosok száma | 394  | 751  | 817  | 905  | 1024 | 1077 | 1070 | 1968 | 1083 | 1083 |
|               | 1968 | 1975 | 1982 | 1999 | 2006 | 2011 | 2013 | 2016 | 2017 | 2018 |